# قرنه اسودا
قرنه اسودا (به عربی: القرنة السوداء) یک کوه در لبنان است که در شهرستان منیه ضنیه واقع شده‌است. قرنه اسودا ۳٬۰۸۸ متر بالاتر از سطح دریا واقع شده‌است.